# Sint-Hadrianuskerk (Wijgmaal)

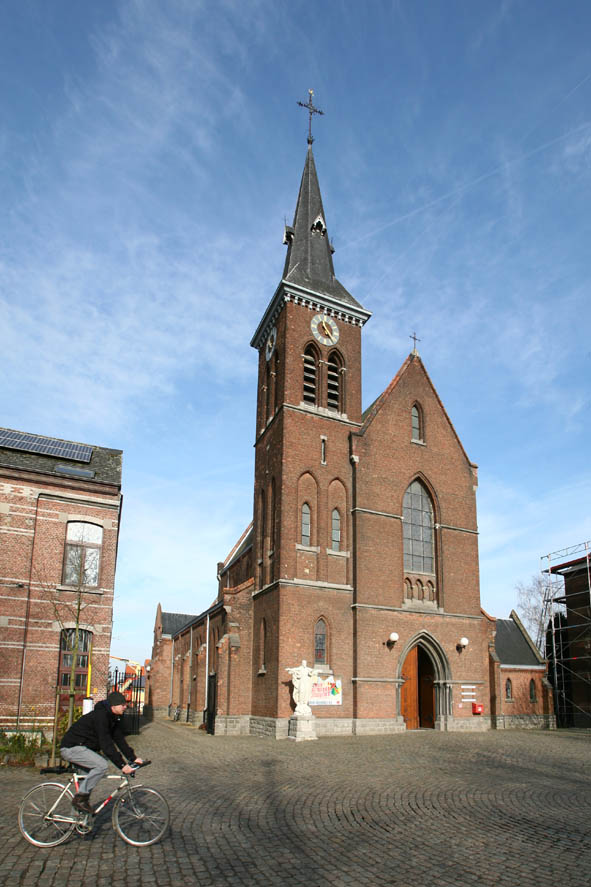
Sint-Hadrianuskerk

De Sint-Hadrianuskerk is de parochiekerk van de tot de gemeente Leuven behorende plaats Wijgmaal, gelegen aan de Sint-Hadrianusstraat 7.

## Geschiedenis
Vanouds stond op het Watermolenplein een aan Sint-Hadrianus gewijde kapel. In 1875 werd Wijgmaal een zelfstandige parochie en van 1887-1888 werd een kerk gebouwd naar ontwerp van Louis Van Arenberg. De bouw werd mede gefinancierd door de industrieel Edouard Remy, die eigenaar was van de plaatselijke stijfselfabriek.
Na 1913 werden de zijkapellen nog vergroot. De oorlogsschade van 1940 werd omstreeks 1950 hersteld.

## Gebouw
Het betreft een neogotische bakstenen basilicale kerk met naastgebouwde toren van 20 meter en een bescheiden transept. De kerk is naar het noordwesten georiënteerd.

## Interieur
De kerk bezit twee Sint-Hadrianusbeelden: één uit de 16e en een uit de 17e eeuw. Ook uit de 17e eeuw is een beeld van Onze-Lieve-Vrouw met Kind. Ook is er een doek uit de jaren '70 van de 20e eeuw, dat het Laatste Avondmaal voorstelt en geweven werd in Haïti.